# جون موناش
الجنرال السير جون موناش، الحاصل على وسام القديس ميخائيل والقديس جرجس ووسام الحمام ووسام ضباط القوات المساعدة الاستعمارية، (27 يونيو 1865 - 8 أكتوبر 1931) هو مهندس مدني أسترالي وقائد عسكري خلال الحرب العالمية الأولى. تولى قيادة لواء المشاة الثالث عشر قبل الحرب، وبعدها بفترة وجيزة، أصبح قائدًا للواء الرابع في مصر، الذي شارك معه في حملة جاليبولي. في يوليو 1916، أصبح مسؤولًا عن الفرقة الثالثة التي أُنشئت حديثًا في شمال غرب فرنسا وفي مايو 1918، صبح قائدًا للفيلق الأسترالي الذي كان أكبر فيلق على الجبهة الغربية آنذاك. يُعتبر موناش أحد أفضل جنرالات الحلفاء في الحرب العالمية الأولى وأشهر قائد في التاريخ الأسترالي.

## نشأته
ولد موناش في دودلي ستريت، غرب ملبورن، فيكتوريا، بتاريخ 27 يونيو 1865، وهو ابن لويس موناش وزوجته بيرثا (ماناسي قبل الزواج). والداه يهوديان، وكلاهما من بلدة كروتوشين في مقاطعة بوسين البروسية (حاليًا، كروتوسزين، بولندا)، يُكتب اسم العائلة الأصلي موناسش ولكنه يُلفظ موناش. الألمانية هي اللغة الأصلية التي تحدثت العائلة بها. تحدث موناش باللغة الألمانية وأتقنها كتابة وقراءة، وهو ما كان متوقع من رجل نشأ على يد والدين ألمانيين مثقفين وصلوا إلى أستراليا قبل عامين فقط من ولادة ابنهما. مع ذلك، من عام 1914 حتى وفاته، لم يكن لديه سبب وجيه لجذب الانتباه إلى أصوله الألمانية.
في عام 1874، انتقلت العائلة إلى بلدة جيريلديري الصغيرة في منطقة ريفيرينا في نيو ساوث ويلز، حيث أدار والده متجرًا. ادعى موناش أنه التقى بالمجرم نيد كيلي خلال مداهمته هناك في عام 1879. التحق موناش بمدرسة حكومية حيث عُرف بذكائه. نُصحت العائلة بالعودة إلى ملبورن لتمكين موناش من استغلال طاقاته على أكمل وجه، وهو ما فعلوه في عام 1877. على الرغم من أن والديه لم يمارسا الشعائر الدينية كثيرًا، احتفل موناش ببار متسفا في التجمع العبري الشرقي في ملبورن وغنى في جوقته. تلقى تعليمه بإشراف ألكسندر موريسون في كلية سكوتش، ملبورن، حيث اجتاز امتحان البكالوريوس عندما كان عمره 14 عامًا فقط. في سن 16، أصبح دوكس (ضابط عسكري) المدرسة. تخرج من جامعة ملبورن بدرجة الماجستير في الهندسة عام 1893، وبكالوريوس الآداب وبكالوريوس القانون في عام 1895، والدكتوراه في الهندسة في عام 1921.
في 8 أبريل 1891، تزوج موناش بهانا فيكتوريا موس (1871-1920)، وأنجبا طفلًا واحدًا في عام 1893. ارتبط موناش سابقًا بعلاقة غرامية مع آني غابرييل، زوجة أحد زملائه، والتي انتهت بعد اختياره فكتوريا زوجة له (على الرغم من استمرار تواصله مع آني بعد سنوات عديدة). عمل مهندسًا مدنيًا، وكان له دور فعال في إدخال الخرسانة المسلحة إلى التطبيق الهندسي الأسترالي. عمل في البداية مع مقاولين من القطاع الخاص في بناء الجسور والسكك الحديدية، ومدافعًا عنهم في عمليات التحكيم التعاقدية. بعد فترة من العمل مع شركة ميلبورن هاربور ترست، دخل شراكة مع جوشوا توماس نوبل أندرسون في عام 1894، حيث عمل مستشارًا ومقاولًا. في أعقاب حل الشراكة في عام 1905، انضم موناش إلى الإنشائي ديفيد ميتشل والكيميائي الصناعي جون غيبسون لتشكيل شركة مونير الانشائية للخرسانة المسلحة والأنابيب، وفي عام 1906، انضم الشركاء إلى رجال أعمال من جنوب أستراليا لتشكيل شركة إس إيه للخرسانة المسلحة. تولى دورًا رائدًا في مهنته وأصبح رئيسًا للمعهد الفيكتوري وعضوًا في معهد المهندسين المدنيين بلندن.
في عام 1884، انضم موناش إلى السرية الجامعية للميليشيا، وأصبح ملازمًا في فرقة مدفعية شمال ملبورن في 5 أبريل 1887. جرت ترقيته إلى رتبة نقيب في عام 1895 وفي أبريل 1897، جرت ترقيته إلى رتبة رائد وأوكلت إليه مهمة قيادة المدفعية. في 7 مارس 1908، جرت ترقيته إلى رتبة مقدم في فيلق المخابرات.

## الحرب العالمية الأولى

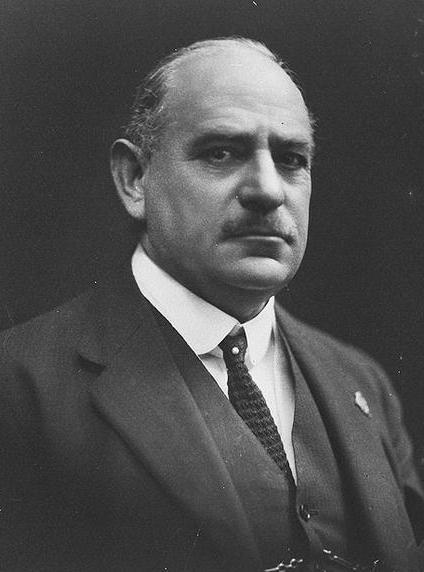
السير جون موناش، صورة من عشرينيات القرن الماضي.

### جاليبولي
اندلعت الحرب العالمية الأولى في أغسطس 1914، فأصبح موناش ضابطًا في الجيش بدوام كامل، ووافق على تعيينه رئيسًا للرقابة في أستراليا. لم يستمتع موناش بهذا العمل، وفضل العمل في القيادة الميدانية. في سبتمبر، بعد تشكيل القوة الإمبراطورية الأسترالية، عُيّن قائدًا للواء المشاة الرابع الذي تألف من أربع كتائب: 13 و14 و15 و16. قوبل تعيينه ببعض احتجاج أفراد الجيش، ويُعزى ذلك جزئيًا إلى أصوله الألمانية واليهودية، إلا أن موناش حظي بدعم العديد من الضباط رفيعي المستوى، بما في ذلك جيمس ليج وجيمس مكاي وإيان هاميلتون، وبقي تعيينه قائمًا.
بقي اللواء الرابع في أستراليا بينما أبحرت الفرقة الأولى من القوات الأسترالية. تلقى اللواء تدريبه في برودميدوز، فيكتوريا، قبل أن يبحر في ديسمبر 1914. بعد وصوله إلى مصر في يناير 1915، أسس لواء موناش قاعدة لنفسه في مصر الجديدة، حيث جرى تعيينه في الفرقة النيوزيلندية والأسترالية بقيادة اللواء ألكسندر جودلي. بعد فترة من التدريب، في أبريل، شارك اللواء في حملة جاليبولي ضد الأتراك. أوكل إلى فرقته مهمة الحماية، ووصل موناش إلى الشاطئ في وقت مبكر من يوم 26 أبريل. دافع اللواء في البداية عن الخط الفاصل بين تل البابا وكورتني بوست، وأصبح الوادي خلف هذا الخط معروفًا باسم «وادي موناش». أثبت موناش جدارته هناك بفضل اتخاذه قرارات مستقلة وقدرته التنظيمية. جرت ترقيته إلى رتبة عميد في يوليو، على الرغم من تداول العديد من الشائعات في القاهرة وملبورن ولندن حول كونه «جاسوسًا ألمانيًا». نُشر خبر ترقيته في الجريدة الرسمية في سبتمبر، اعتبارًا من 15 سبتمبر 1914.